# چن گونگبو
چن گونگبو (انگلیسی: Chen Gongbo; ۱۹ اکتبر ۱۸۹۲ – ۳ ژوئن ۱۹۴۶) سیاستمدار اهل دودمان چینگ بود.